# Cecilia Zwick Nash
Cecilia Zwick Nash (født 17. november 1968 i Drakabygget, Skåne, Sverige) er en dansk skuespiller.
Zwick Nash er datter af forfatteren og maleren Jørgen Nash og maleren Lis Zwick. Hun er uddannet fra Skuespillerskolen ved Aarhus Teater i 1993. Hun har bl.a. været tilknyttet Det Kongelige Teater og medvirket i filmene Hundarna i Riga og Den vita lejoninnan, begge efter romaner af Henning Mankell om kommissær Kurt Wallander, hvor hun spiller hans datter, Linda. Hun har desuden holdt foredragsturneer.

## Filmografi
- Sirup (1990)
- Hundarna i Riga (1995)
- Den vita lejoninnan (1996)
- Nonnebørn (1997)
- Manden som ikke ville dø (1999)
- Vikaren (2007)
- Tempelriddernes skat III (2008)

### Tv-serier
- Charlot og Charlotte (1996)
- Renters rente (1996)
- Bryggeren (afsnit 1-6, 1996-1997)
- Strisser på Samsø (afsnit 8, 12, 1997-1998)